# Traites
Pour les articles homonymes, voir Traite.

Carte des traites en France

En France, sous l'Ancien Régime, les traites, au pluriel, ou droits de traite, au singulier, sont des impôts royaux perçus sur la circulation des marchandises entre les différentes provinces du royaume ou avec l'étranger. Ce sont donc des droits de douane. Les traites enchérissent les produits et gênent considérablement les échanges. Elles seront victimes des idées de libéralisation du commerce qui se manifestent au XVIIIe siècle.

## Définitions
Pour Marcel Marion, « les traites sont des droits levés sur les marchandises à l'entrée ou à la sortie du royaume, ou au passage de certaines provinces dans d'autres ». Roland Mousnier en donne une définition plus extensive : les traites étaient « des droits de douane mais, inspirées par des idées purement fiscales, elles étaient levées aussi bien à la sortie qu'à l'entrée, aussi bien aux frontières de certaines provinces intérieures qu'aux frontières du royaume, et elles incluaient des droits sur les voies de communication : les péages ».

## Régimes
Toutes les provinces n'étaient pas soumises au même régime pour les traites. Le royaume était divisé en trois catégories de provinces :
1. l' « étendue » ou les « cinq grosses fermes » ;
2. les « provinces réputées étrangères » ;
3. les « provinces à l'instar de l'étranger effectif ».

 L' « étendue » recouvrait une grande partie du royaume. D'après l'article 3 du titre Ier de l'ordonnance du mois de février 1687, portant règlement sur le fait des cinq grosses fermes, leur « étendue » comprenait les provinces de Normandie, de Picardie, de Champagne, de Bourgogne, de Bresse, du Bourbonnais, du Berry, du Poitou, d'Aunis, d'Anjou et du Maine ainsi que les provinces qui y sont enfermées, telles que l'Île-de-France, l'Orléanais et la Touraine. Un arrêt du Conseil d'État du 10 avril 1717 y ajouta le Beaujolais ; et une déclaration du 15 novembre 1768, la Dombes. Le commerce interne y était libre et les droits de sorties vers les autres provinces étaient uniformes.
 Les « provinces réputées étrangères », définies comme telles par Jean-Baptiste Colbert, dans l'ordonnance de septembre 1664, étaient l'Angoumois, l'Artois, l'Auvergne, la Bretagne, le Dauphiné, la Flandre, la Guyenne, le Languedoc, le Limousin, le Lyonnais, le Forez, le Périgord, la Provence, le Roussillon, le Saintonge, le Béarn, la Soule et la Basse-Navarre, où les droits étaient élevés et payés sur les échanges entre elles mais aussi avec les autres provinces.
 Les « provinces à l'instar de l'étranger effectif » étaient l'Alsace, la Franche-Comté, les Trois-Évêchés, la Lorraine et le Barrois ainsi que le Labourd. Elles pouvaient commercer librement avec l'étranger mais payaient des droits pour les échanges avec les autres provinces françaises. Les trois « ports francs » de Dunkerque, Bayonne et Marseille leur étaient assimilés. Une déclaration du 22 décembre 1775 y ajouta le pays de Gex, détaché de la Bourgogne.

## Historique
La distinction entre l'« étendue » et les « provinces réputées étrangères » avait pour origine le refus de certaines provinces de payer les aides qui avaient été établies par les États généraux, pour payer la rançon du roi Jean II dit le Bon, fait prisonnier lors de la bataille de Poitiers. Libéré à la suite du traité de Brétigny, Jean II décida, pour punir les provinces récalcitrantes, qu'elles seraient traitées comme étrangères et ajouta aux droits de rêve et de haut passage, établis respectivement en 1321 et 1324, un troisième droit de sortie : l'imposition foraine, en vertu de laquelle, toute marchandise venant des provinces où l'aide de 1360 avait cours, était frappée, à son entrée dans une des provinces réputées étrangères, d'un droit de sortie de douze deniers par livre, soit un sou par livre (1/20e ou 5 %).
Les contestations sur les droits de traites se font devant les maîtres des ports et les juges aux traites. L'appel se fait devant les cours des aides.
La perception des traites est retirée en 1786 à la Ferme générale et est confiée à la Régie royale. Elles rapportaient alors 28 millions et demi de livres.
Les droits de traite étaient innombrables et portaient des noms différents tout en se ressemblant :
- Convoi et comptablie de Bordeaux
- Coutume de Bayonne
- Douane de Lyon
- Douane de Valence
- Droit de havre et port de Bretagne
- Foraine, Rêve et Haut passage
- Imposition foraine
- Parente de Languedoc
- Prévôté de Nantes
- Traite d'Anjou
- Traite de Charente
- Traite foraine d'Arzac
- Trépas de Loire